# Odontobatrachus ziama
Espèce
Odontobatrachus ziama est une espèce d'amphibiens de la famille des Odontobatrachidae.

## Répartition
Cette espèce est endémique de Guinée. Elle se rencontre entre 500 et 1 300 m d'altitude au Nord du mont Nimba.

## Description
Les mâles mesurent de 43,0 à 50,3 mm et les femelles de 44,3 à 60,3 mm.

## Étymologie
Cette espèce est nommée en référence à son lieu de découverte, la forêt de Ziama.

## Publication originale
- Barej, Schmitz, Penner, Doumbia, Sandberger-Loua, Hirschfeld, Brede, Emmrich, Kouamé, Hillers, Gonwouo, Nopper, Adeba, Bangoura, Gage, Anderson & Rödel, 2015 : Life in the spray zone – overlooked diversity in West African torrent-frogs (Anura, Odontobatrachidae, Odontobatrachus). Zoosystematics and Evolution, vol. 91, no 2, p. 115–149 (texte intégral).